# Episparis leucotessellis
Episparis leucotessellis är en fjärilsart som beskrevs av George Francis Hampson 1902. Episparis leucotessellis ingår i släktet Episparis och familjen nattflyn. Inga underarter finns listade i Catalogue of Life.